# Lobaye (affluent de l'Oubangui)
À ne pas confondre avec la Lobaye (affluent de la Lomami). Pour les articles homonymes, voir Lobaye .
La Lobaye est une rivière de la République centrafricaine, affluent de l'Oubangui, lui-même affluent du fleuve fleuve Congo. Elle a donné son nom à une préfecture de la République centrafricaine.

## Géographie
Elle prend sa source à proximité de Bouar, dans le massif de Yadé, traverse les préfectures de Nana-Mambéré, Mambéré-Kadéï et Lobaye avant de se jeter dans l'Oubangui entre Zinga et Mongoumba.

## Hydrométrie - Les débits à Mbata
Le débit de la rivière a été observé pendant 44 ans (1950-1994) à Mbata, localité centrafricaine située au sud-est de la ville de Mbaïki, à une bonne cinquantaine de kilomètres de la confluence avec l'Oubangui . 
À Mbata, le débit annuel moyen ou module observé sur cette période a été de 321 m3/s pour une surface étudiée de plus ou moins 31 000 km2, soit plus de 95 % de la totalité du bassin versant de la rivière.
La lame d'eau écoulée dans le bassin atteint ainsi le chiffre de 326 millimètres par an, ce qui peut être considéré comme moyennement élevé.
La Lobaye est un cours d'eau assez abondant, bien alimenté et extrêmement régulier. Le débit moyen mensuel observé en mars (minimum d'étiage) atteint 236 m3/s, soit plus ou moins la moitié du débit moyen du mois d'octobre (485 m3/s), ce qui montre une irrégularité saisonnière très réduite. Sur la durée d'observation de 44 ans, le débit mensuel minimal a été de 110 m3/s, tandis que le débit mensuel maximal s'élevait à 688 m3/s.

## Affluents
- La Mingui
- La Mbaéré
- La Bodingué
- La Loarmé
- La Topia
- La Lossi
- La Toubaye